# 甲基丙烯酸酐
甲基丙烯酸酐，化学式C8H10O3，可看做是两分子甲基丙烯酸脱水形成的酸酐，常温常压下为液体，遇水会发生放热反应。

## 用途
甲基丙烯酸酐被用作塑料和树脂生产的中间体。